# أحمد مشقي
أحمد حسين مشقي لاعب كرة قدم سعودي محترف، يلعب في مركز الظهير الأيسر يلعب حالياً في نادي الشعيب.

## مسيرة اللاعب
لعب في نادي العروبة ونادي الخليج ونادي الشعلة ونادي الجبلين ونادي النهضة ونادي الخلود ونادي الدرعية ونادي الشعيب.